# Monroe-Effekt

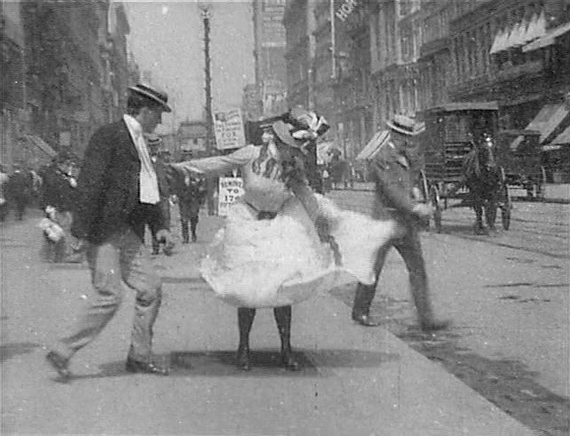
Der Monroe-Effekt im Film What Happened on Twenty-third Street, New York City aus dem Jahr 1901

Der Monroe-Effekt bezeichnet einen starken Aufwind an Hochhausfassaden.
An heißen Tagen bilden sich am Fuße hoher Häuser oft böige Aufwinde, die am Gebäude von unten nach oben strömen. Passanten kann beim Durchqueren solcher Zonen die Bekleidung hochgeweht werden. Der Name stammt von einer bekannten Szene im Film Das verflixte 7. Jahr, in der Schauspielerin Marilyn Monroe über einem U-Bahn-Lüftungsgitter steht und ihr Rock hochgeweht wird. Im Wohnungsbau wird der Monroe-Effekt bisweilen für Überanspruchungsschäden an Fensterbänken verantwortlich gemacht.
Unterschieden werden muss der Monroe-Effekt vom ähnlich ausgesprochenen Munroe-Effekt, der die partielle Fokussierung von Explosionsenergie bezeichnet.